# Kate Lester
Kate Lester (12 de junho de 1857 – 12 de outubro de 1924), nascida Sarah Cody, foi uma atriz britânica de teatro e cinema, ativa entre as décadas de 1880 e 1920.

## Filmografia selecionada
- A Coney Island Princess (1916)
- The Fortunes of Fifi (1917)
- To-Day (1917)
- Betsy Ross (1917)
- The Paliser Case (1920)
- Earthbound (1920)
- Simple Souls (1920)
- Rose o' the Sea (1922)
- Quincy Adams Sawyer (1922)
- The Hunchback of Notre Dame (1923)
- Black Oxen (1923)
- Beau Brummel (1924)
- Wife of the Centaur (1924)